# Сен-Сальваду
Сен-Сальваду́ (фр. Saint-Salvadou) — колишній муніципалітет у Франції, у регіоні Окситанія, департамент Аверон. Населення — 390 осіб (2011).
Муніципалітет був розташований на відстані близько 510 км на південь від Парижа, 95 км на північний схід від Тулузи, 39 км на захід від Родеза.

## Історія
До 2015 року муніципалітет перебував у складі регіону Південь-Піренеї. Від 1 січня 2016 року належав до нового об'єднаного регіону Окситанія.
1 січня 2016 року Сен-Сальваду, Ла-Бастід-л'Евек i Вабр-Тізак було об'єднано в новий муніципалітет Ле-Ба-Сегала.

## Демографія
Динаміка населення (INSEE ):
Розподіл населення за віком та статтю (2006):
| Стать | Всього | До 15 років | 15-24 | 25-44 | 45-64 | 65-85 | Понад 85 |
| --- | ------ | ----------- | ----- | ----- | ----- | ----- | -------- |
| Чоловіки | 198    | 21          | 8     | 49    | 44    | 72    | 4        |
| Жінки | 198    | 9           | 16    | 45    | 40    | 72    | 16       |
| \| Статево-вікова піраміда \| Статево-вікова піраміда \| Статево-вікова піраміда \| \| ----------------------- \| ----------------------- \| ----------------------- \| \| Чоловіки \| Вік \| Жінки \| \| 4 \| 85 + \| 16 \| \| 12 \| 80-84 \| 16 \| \| 12 \| 75-79 \| 16 \| \| 36 \| 70-74 \| 28 \| \| 12 \| 65-69 \| 12 \| \| 4 \| 60-64 \| 8 \| \| 8 \| 55-59 \| 12 \| \| 24 \| 50-54 \| 12 \| \| 8 \| 45-49 \| 8 \| \| 12 \| 40-44 \| 16 \| \| 8 \| 35-39 \| 4 \| \| 9 \| 30-34 \| 5 \| \| 20 \| 25-29 \| 20 \| \| 0 \| 20-24 \| 8 \| \| 8 \| 15-20 \| 8 \| \| 4 \| 10-14 \| 0 \| \| 4 \| 5-9 \| 0 \| \| 13 \| 0-4 \| 9 \| |        |             |       |       |       |       |          |
| Статево-вікова піраміда |        |             |       |       |       |       |          |
| Чоловіки | Вік    | Жінки       |       |       |       |       |          |
| 4 | 85 +   | 16          |       |       |       |       |          |
| 12 | 80-84  | 16          |       |       |       |       |          |
| 12 | 75-79  | 16          |       |       |       |       |          |
| 36 | 70-74  | 28          |       |       |       |       |          |
| 12 | 65-69  | 12          |       |       |       |       |          |
| 4 | 60-64  | 8           |       |       |       |       |          |
| 8 | 55-59  | 12          |       |       |       |       |          |
| 24 | 50-54  | 12          |       |       |       |       |          |
| 8 | 45-49  | 8           |       |       |       |       |          |
| 12 | 40-44  | 16          |       |       |       |       |          |
| 8 | 35-39  | 4           |       |       |       |       |          |
| 9 | 30-34  | 5           |       |       |       |       |          |
| 20 | 25-29  | 20          |       |       |       |       |          |
| 0 | 20-24  | 8           |       |       |       |       |          |
| 8 | 15-20  | 8           |       |       |       |       |          |
| 4 | 10-14  | 0           |       |       |       |       |          |
| 4 | 5-9    | 0           |       |       |       |       |          |
| 13 | 0-4    | 9           |       |       |       |       |          |

## Економіка
2010 року серед 229 осіб працездатного віку (15—64 років) 170 були активними, 59 — неактивними (показник активності 74,2%, у 1999 році було 70,8%). З 170 активних мешканців працювало 157 осіб (80 чоловіків та 77 жінок), безробітними було 13 (8 чоловіків та 5 жінок). Серед 59 неактивних 9 осіб було учнями чи студентами, 32 — пенсіонерами, 18 були неактивними з інших причин.

У 2010 році у муніципалітеті числилось 168 оподаткованих домогосподарств, у яких проживали 366,0 особи, медіана доходів виносила 13 966 євро на одного особоспоживача.